# هوفلند (نبراسکا)
هوفلند (به انگلیسی: Hoffland) یک منطقهٔ مسکونی در ایالات متحده آمریکا است که در نبراسکا واقع شده‌است. هوفلند ۱٬۱۹۳٫۰ متر بالاتر از سطح دریا قرار دارد.